# کوناره (استان دوبریچ)
کوناره (به بلغاری: Konare) یک منطقهٔ مسکونی در بلغارستان است که در شهرستان جنرال توشوو واقع شده‌است.